# Spadella nunezi
Espèce
Spadella nunezi est une espèce de chaetognathes de la famille des Spadellidae.

## Étymologie
Son nom spécifique, nunezi, lui a été donné en l'honneur du Dr. Jorge Núñez (d) qui a reconnu l'intérêt de la découverte. Il a envoyé les individus à Jean-Paul Casanova (d) pour identification.

## Description
Spadella nunezi a un corps mince et rigide. Il mesure 2 à 3 mm et la queue représente environ 47 à 50 % de la longueur totale du corps. La tête est plus ou moins ronde. Les crochets colorés ambre clair sont nombreux, généralement huit ou neuf. Mais parfois, un crochet court supplémentaire est vu en avant. Les crochets postérieurs sont les plus minces. Les dents antérieures, une à deux, sont généralement moins nombreuses que les dents postérieures qui sont trois à quatre. Une troisième dent antérieure, vraiment courte, est parfois présente en arrière dans l'ensemble antérieur. Toutes les dents sont robustes et pourvues de crêtes avec une indentation irrégulière. Les organes vestibulaires sont visibles juste derrière les dents postérieures. Un deuxième ensemble de ces organes est observé sous la forme de deux masses gonflées situées avant la bouche, avec de petits cônes durs appariés dispersés à leur surface. Certains d'entre eux ont un pore terminal. Les yeux sont à peine visible car la cellule pigmentaire est réduite. Elle n'a que trois branches courtes et minces très faiblement colorées. La couronne ciliaire est petite et légèrement ovale du côté dorsal du cou. Le tissu de la collerette n'est pas abondant et visible principalement au niveau du cou, et aussi au niveau des vésicules séminales. Il porte trois ensembles d'organes sensoriels sur le tronc. Une paire de canaux longitudinaux courts visibles dans la partie dorsale de la collerette, de la partie postérieure de la tête au début du tronc. Le ganglion ventral se trouve sur environ 50 % de la longueur du tronc et commence légèrement après le niveau de la couronne ciliaire. Il apparaît comme deux masses sombres allongées et étroites en position latéro-ventrale, relié ventralement par un tissu plus clair de sorte que l'intestin est visible en vue ventrale, entre les deux masses. L'intestin a un diverticule non apparié. La musculature transversale est mince, elle s'étire du tronc au cou. La face ventrale des segments du tronc et de la queue est pourvue de nombreuses papilles adhésives. La nageoires latérales sont vraiment étroites, particulièrement à leur début, juste avant l'ouverture de l'orifice génital féminin, sur la partie postérieure du tronc. Ils finissent de gainer la partie antérieure des vésicules séminales. La nageoire caudale est allongée, en forme de pelle. Elle commence contre les vésicules séminales. Toutes les nageoires sont rayonnées. Les vésicules séminales sont plus ou moins allongées, en forme de crochet quand elles sont petites, elles ressemblent à des cuillères chinoises à maturité. Les ovaires matures contiennent deux ou quatre larges ovules.

## Distribution
Spadella nunezi a été trouvé dans les eaux côtières de l'île espagnole de La Graciosa, archipel des îles Canaries, au large des côtes de l'Afrique du Nord-Ouest. Il a été trouvé à environ 22 m de profondeur, sur les fonds de sable organogène.

## Publication originale
- (en) Jean-Paul Casanova et Xavier Moreau, « A new Spadella (Chaetognatha) from shallow waters of La Graciosa (Lanzarote, Canary Islands). Biogeographical remarks », Cahiers de biologie marine, vol. 45,‎ 2004, p. 373-379 (ISSN 0007-9723 et 2262-3094, OCLC 1538032 et 812538577, DOI 10.21411/CBM.A.9DA4AA04, lire en ligne).